# 2016년 도쿄도지사 선거
2016년 도쿄도지사 선거(일본어: 2016年東京都知事選挙)는 도쿄도지사였던 마스조에 요이치가 사임함에 따라 2016년 7월 31일에 치러졌다. 이 선거에는 역대 도쿄도지사 선거 중 가장 많은 21명이 입후보했으며, 투표율도 지난 2014년 선거 때 46.14%를 기록했던 것과 다르게 59.73%로 급격히 높아져 60%에 육박했다. 선거 결과 환경대신 및 방위대신을 지낸 고이케 유리코가 당선되었다. 최초의 여성 도쿄도지사이다. 또한 이날 도쿄도의회의 4개 선거구에 대한 재보궐선거도 함께 실시되었다.

## 개요
2014년 도쿄도지사 선거에서 당선되어 재임 중이던 마스조에 요이치의 불법 정치자금 문제가 불거져 각계에서 사임 압력이 거세지자, 도쿄도의회의 모든 정당이 공동 제출한 마스조에 도지사에 대한 불신임 결의가 2016년 6월 15일 오후에 도의회의 표결에 부쳐질 예정이었다. 모든 정당이 불신임에 찬성한 만큼 불신임 결의가 통과될 가능성이 매우 높아지자, 마스조에는 더 이상의 혼란을 피하기 위해 표결 당일인 6월 15일 아침에 도쿄도의회 의장에게 "헤이세이 28년 6월 21일자로 도쿄도지사직을 사임한다"는 사직서를 제출, 6월 21일에 공식 사임하여 그 후임을 결정하기 위해 선거가 치러지게 되었다.
6월 17일, 도쿄도 선거관리위원회는 7월 14일에 선거를 고시하고 7월 31일로 투표일을 정하기로 결정하였다.
2015년 6월 17일, 일본 정부가 선거권이 부여되는 연령을 만 20세에서 만 18세로 낮추면서, 도도부현 지사 선거에 있어서 2016년 7월 10일 제24회 참의원 의원 통상선거와 함께 실시된 가고시마현 지사 선거에 이어 두 번째로 만 18세 이상 선거권이 부여되는 선거가 되었다.

## 선거 정보

### 고시일
- 2016년 7월 14일

### 투표일
- 2016년 7월 31일

### 당선증 수여일
- 2016년 8월 2일

### 함께 실시된 선거
- 도쿄도의회 의원 재보궐선거 (7월 22일 고시)
  - 오타구 선거구 (다나카 겐의 차기 중의원 의원 총선거 출마 예정에 따른 사직)
  - 시부야구 선거구 (무라카미 에이코의 시부야 구청장 선거 출마에 따른 사직)
  - 신주쿠구 선거구 (요시즈미 겐이치의 신주쿠 구청장 당선에 따른 사직)
  - 다이토구 선거구 (핫토리 유키오의 다이토 구청장 당선에 따른 사직)

## 선거 결과
- - 오타구 선거구 야마모리 히로유키(자유민주당)
  - 시부야구 선거구 마에다 가즈시게(자유민주당)
  - 신주쿠구 선거구 사치 다이먼(자유민주당)
  - 다이토구 선거구 이즈미 히로시(자유민주당)

선거 결과 4곳 모두 자유민주당의 후보가 당선되었다.

### 캐치프레이즈
- 이 도쿄를 결정하는 선거(この東京を決める選挙。)[8]

## 주요 쟁점
- "정치와 돈" 문제
- 저출산・고령화 문제 및 보육시설 대기아동 해소 등의 사회 보장 대책
- 2020년 도쿄 올림픽 및 패럴림픽 개최 비용의 부담 문제
- 미나미칸토 직하지진 등의 재해에 대한 대책
- 한국인 학교에 대한 공유지 대여 문제[9]

## 선거 결과
| 2016년 도쿄도지사 선거                                      |                   |                            |             |        |      | |
| 선거일: 2016년 7월 31일유권자수: 11,083,306명투표율: 59.73% |                   |                            |             |        |      | |
| 후보                                                        | 후보              | 정당                       | 득표        | 득표율 | 당락 | 비고                                                                                                |
|                                                             | 고이케 유리코     | 무소속                     | 2,912,628표 | 44.49% | 당선 | |
|                                                             | 마스다 히로야     | 무소속                     | 1,793,453표 | 27.40% |      | 추천: 자유민주당, 공명당, 일본의 마음을 소중히 하는 당                                              |
|                                                             | 도리고에 슌타로   | 무소속                     | 1,346,103표 | 20.56% |      | 추천: 민진당, 일본공산당, 사회민주당, 생활의 당, 신사회당, 녹색당 그린즈 재팬, 도쿄 생활자 네트워크 |
|                                                             | 우에스기 다카시   | 무소속                     | 179,631표   | 2.74%  |      | |
|                                                             | 사쿠라이 마코토   | 무소속                     | 114,171표   | 1.74%  |      | |
|                                                             | 맥 아카사카       | 무소속                     | 51,056표    | 0.78%  |      | |
|                                                             | 나나미 히로코     | 행복실현당                 | 28,809표    | 0.44%  |      | |
|                                                             | 다치바나 다카시   | NHK로부터 국민을 지키는 당 | 27,241표    | 0.42%  |      | |
|                                                             | 다카하시 쇼고     | 무소속                     | 16,664표    | 0.25%  |      | |
|                                                             | 나카가와 초조     | 무소속                     | 16,584표    | 0.25%  |      | |
|                                                             | 야마구치 도시오   | 국민주권회                 | 15,986표    | 0.24%  |      | |
|                                                             | 기시모토 마사요시 | 무소속                     | 8,056표     | 0.12%  |      | |
|                                                             | 고토 데루키       | 무소속                     | 7,031표     | 0.11%  |      | |
|                                                             | 다니야마 유지로   | 무소속                     | 6,759표     | 0.10%  |      | |
|                                                             | 다케이 나오코     | 무소속                     | 4,605표     | 0.07%  |      | |
|                                                             | 미야자키 마사히로 | 무소속                     | 4,010표     | 0.06%  |      | |
|                                                             | 모치즈키 요시히코 | 무소속                     | 3,332표     | 0.05%  |      | |
|                                                             | 야마나카 마사아키 | 미래창조경영실천당         | 3,116표     | 0.05%  |      | |
|                                                             | 이마오 사다오     | 무소속                     | 3,105표     | 0.05%  |      | |
|                                                             | 나이토 구온       | 무소속                     | 2,695표     | 0.04%  |      | |
|                                                             | 세키구치 야스히로 | 무소속                     | 1,326표     | 0.02%  |      | |
| 합계                                                        | 합계              | 합계                       | 6,546,361표 |        |      | |